# آنخل مییاس
آنخل مییاس (انگلیسی: Ángel Mejías؛ زادهٔ ۱ مارس ۱۹۵۹) بازیکن فوتبال اهل اسپانیا است.
از باشگاه‌هایی که در آن بازی کرده‌است می‌توان به باشگاه فوتبال اتلتیکو مادرید و باشگاه فوتبال اتلتیکو مادرید بی اشاره کرد.